# Pteropus brunneus
Pteropus brunneus var en däggdjursart som beskrevs av George Edward Dobson 1878. Pteropus brunneus ingår i släktet Pteropus och familjen flyghundar. IUCN kategoriserar arten globalt som utdöd. Inga underarter finns listade.
Denna flyghund är bara känd från en enda individ som hittades på Percy Island öster om Queensland, Australien. Det är omstritt om fyndet utgör en god art eller om djuret var en individ från en annan art som hamnade utanför sitt levnadsområde.